# Élővíz-csatorna
Koordináták: é. sz. 46° 40′ 59″, k. h. 21° 06′ 02″46.683183°N 21.100436°E
Az Élővíz-csatorna vízhasznosítási (többnyire belvíz levezetésére szolgáló) mesterséges csatorna Gyula–Békéscsaba–Békés között. Békéscsabán sok helybeli egyszerűen „Körösnek”, vagy „Körös-csatornaként” emlegeti, mivel jelentős részén az egykori Fehér-Körös holtágában halad. Békésen a gúnyneve az egykori gyári szennyezés miatt Büdös-Körös.

## Története
Az Élővíz-csatorna egy része természetes eredetű, a Fehér-Körös egykori ágaiban halad, míg középső, Békéscsaba környéki szakasza emberkéz által létrehozott, mesterséges csatorna, amelyet 1777-ben ástak meg a békéscsabai polgárok, közhasznú munkával. Gyulán valaha a Fehér-Körös folyt keresztül, ezt azonban az 1850-es években biztonsági okokból a várost elkerülő mesterséges mederbe terelték. A régi meder képezi ma az Élővíz-csatorna gyulai szakaszát, amely mindig tiszta vizet kap a Fehér-Körösből.
A csatorna eredetileg a közelben fekvő Erdélyi-Szigethegység fáinak leúsztatására szolgál, mivel a környék igen fahiányos volt  a török háborúk után. Ezért eredetileg tutajozó csatornának készült el. Később az egyre növekvő és fejlődő Békéscsaba vezetése elhatározta, hogy a kanálist alkalmassá teszi a belvíz elvezetésére is. Így a későbbiek folyamán szivattyúkat helyeztek üzembe, először csak a déli, majd a középső és az északi szakaszon is, teljessé téve az elvezetést. Az idők során többször kotorták, mélyítették, szélesítették. 1888-ban a nagy csabai árvíz folyamán a Körösök gátszakadása nyomán a víz szintje meghaladta a Békéscsaba legmagasabb pontját, a Nagytemplom hátsó küszöbét, és csak rendkívüli erőfeszítéssel sikerült megvédeni a várost a körgát segítségével. Régebben gazdasági tevékenység is kötődött az Élővíz-csatornához, számos vízimalom is üzemelt rajta.

## Jellemzői
A vízfolyás Gyula és Veszely között a Fehér-Körös egykori elhagyott medrében folyik, csak a Veszely–Békéscsaba–Sikony szakasz (14,2 km) mesterséges eredetű. Így a csatorna nagy részben természetes mederben folyik. Mai állapotában teljesen szabályozott, partja a városok területén kikövezett. Vízellátása a tavaszi olvadásoktól a késő őszig gravitációs úton történik. A víz megfelelő szinten tartását bögrerendszer biztosítja. Legnagyobb vízszállító képessége a torkolati szakaszon jelentkezik, ez 14 m³/s-ot jelent. Magas vízállás esetén a kifolyást két szivattyútelep üzemeltetésével lehet megoldani. További duzzasztóművek is épültek rajta például Békéscsabán is. Bár lassú folyása, nem túl nagy szélessége és mélysége miatt elméletileg könnyen befagyna, mégis, a gyulai és csabai fürdők meleg termálvize, valamint a belekerülő szennyvíz miatt ritkán alakul ki a városok területén belül összefüggő jégréteg. Ilyen telek voltak a közelmúltban a 2000/2001-es, 2002/2003-as, valamint 2008/2009-es hideg napjai, amikor a teljes szakaszán vastagon beállt, úgy, hogy korcsolyázni is lehetett rajta.
Meglehetősen szennyezettnek számít, ugyanis Gyula és Békéscsaba szennyvizének egy jó részét is befogadja, amit a természetes öntisztulási képesség csak részben tud ellensúlyozni Békésig. További gond a nem folyamatos vízutánpótlás, hiszen árvíz esetén a bevezetésnél esetenként lezárják a zsilipet, így ilyen időszakokban hetekig, esetleg egy hónapig sem juthat friss víz a kanálisba.

## Hasznosítása
Napjainkban az egykori faúsztató tevékenység teljesen eltűnt, medre több helyen igen eliszaposodott, alig 1 méter mély. Az egykori kikötő a mai Békés Megyei Tudásház és Könyvtár mellett lévő nagy füves, mélyen fekvő terület volt. Az 1960-as években még rendszeresen fürödtek benne, olyan tiszta volt a vize. Jelenleg már sportolásra is ritkán használják, néha látni rajta csak kajakozókat, illetve Békéscsaba legnagyobb lakótelepe, a Lencsési lakóteleptől keleti irányban nyaranta főleg kisgyerekeket, amint fürödnek. Az ok nem  csak a szennyezettség (a várostól keletre még viszonylag tisztább, utána már egyre több szennyvíz kerül bele), hanem a mederkotrás hiánya is. Emiatt feladata inkább már csak a belvíz elvezetése. 2008-ban 370 millió forintot nyert a Békési Települések Vízvédelmi Egyesülete egy uniós pályázaton. Ennek keretében Gyulán úgynevezett vízpótló szivornyát, Békésen kis teljesítményű stabil szivattyút, míg a csatorna torkolati szakaszán egy, az uszadék folyamatos kiemelését végző szerkezet került telepítésre. Emellett csónaklerakók, uszadék-letermelő helyek is létesítve lettek. A csatornán 2008-tól kezdve egy korszerű, úszó nádvágó hajó teljesít szolgálatot.

## Városi szakaszai
Békéscsabán a belvárosi szakaszán a partszegély ki van betonozva, a part mentén szomorúfűzek állnak. Érdekesség, hogy mind a Gyulai Várfürdő, mind a békéscsabai Árpád Gyógy- és Strandfürdő a partja mellett épült fel. Mindkét intézmény használt melegvize belefolyik a csatornába, így ezen kifolyások után a víz jóval melegebb, valamint szennyezettebb is. Gyulán szökőkutak, Békéscsabán szobrok, füzek díszítik partját, így az ideális sétálóhely. Békésen a Békés-Dánfoki üdülőtábor fekszik a partja mellett, itt lehetőség van fürdésre is.

## Galéria

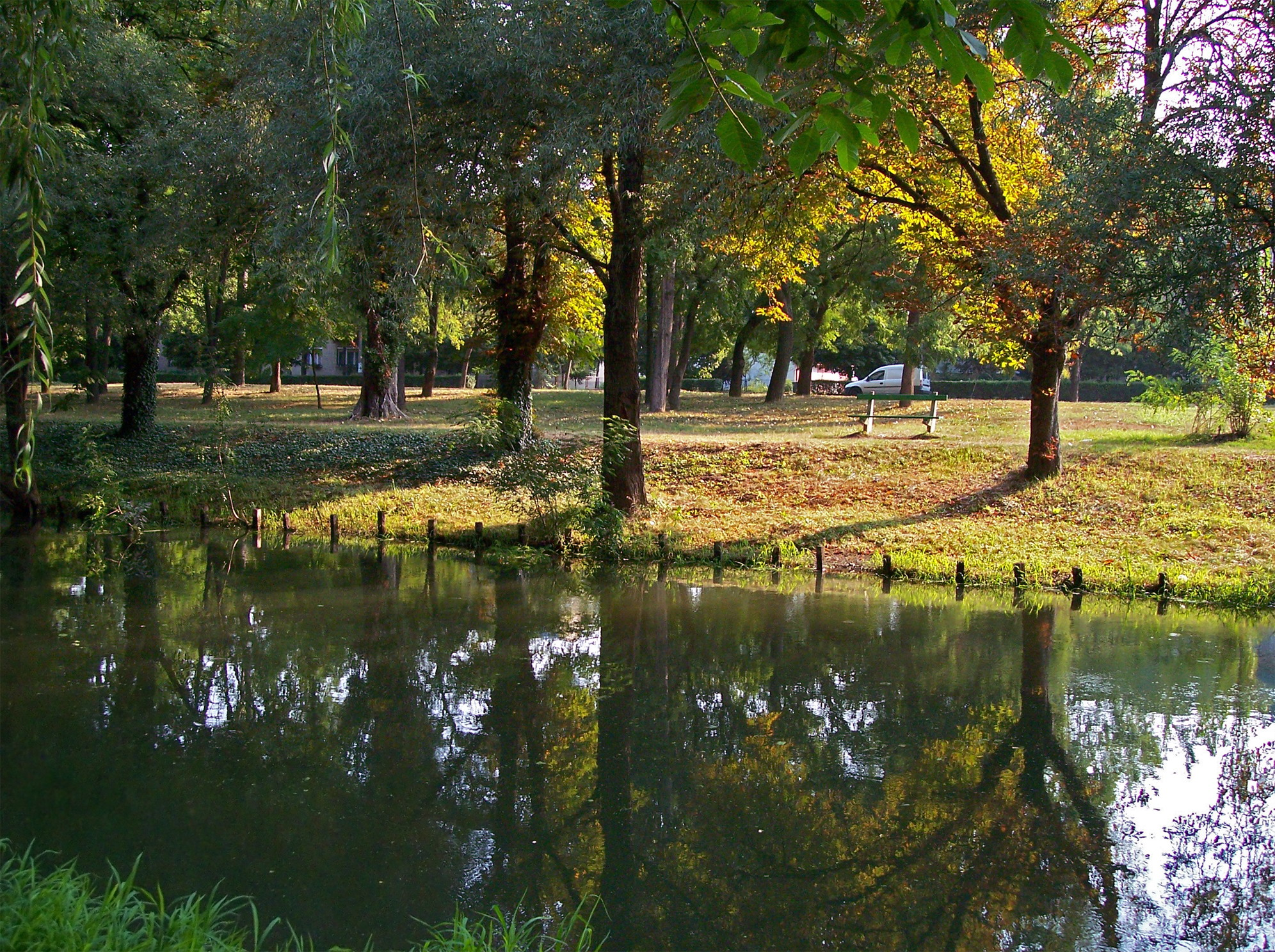
Békésnél
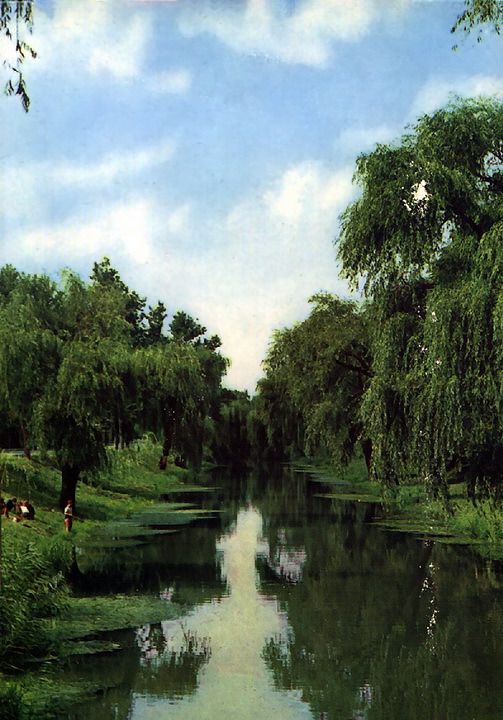
Békéscsabán, nyáron